# Premier-Liha de 2011–12
O Premier-Liha de 2011–12 é a 21.ª temporada desde seu estabelecimento. O campeonato começou em 8 de Julho de 2011. O Shakhtar Donetsk é o atual campeão, tendo conquistado seu 6.º título na temporada 2010-11.
Um total de 16 times participarão, 14 que se mantiveram desde a temporada passada e 2 promovidos da 2ª divisão (PFC Oleksandria e Chornomorets Odessa).

## Times
- Shakhtar Donetsk (Campeão em 2010-11)
- Dynamo Kyiv (Vice-campeão em 2010-11)
- Metalist Kharkiv (3º colocado em 2010-11)
- Dnipro Dnipropetrovsk (4º em 2010-11)
- Karpaty Lviv (5º em 2010-11)
- Vorskla Poltava (6º em 2010-11)
- Tavriya Simferopol (7º em 2010-11)
- Metalurh Donetsk (8º em 2010-11)
- Arsenal Kyiv (9º em 2010-11)
- Obolon Kyiv (10º em 2010-11)
- Volyn Lutsk (11º em 2010-11)
- Zorya Luhansk (12º em 2010-11)
- Kryvbas Kryvyi Rih (13º em 2010-11)
- Illichivets Mariupol (14º em 2010-11)
- PFC Oleksandria (Campeão da 2ª divisão)
- Chornomorets Odessa (Vice-campeão da 2ª divisão)